# Écophagie
L'écophagie est un terme créé par Robert Freitas qui littéralement signifie « consommation d'un écosystème ». 
Freitas a utilisé pour la première fois ce mot pour décrire un scénario impliquant des nanotechnologies moléculaires défectueuses. Dans cette situation (appelée scénario grey goo — gelée grise), des nanorobots auto-répliquants et devenus hors de contrôle consomment l'ensemble des écosystèmes, résultant en une écophagie mondiale. Ce scénario est déjà présent dans de nombreuses fictions écrites dans les années 1950–1960 (par exemple Philip K. Dick, Second Variety, qui a donné le film Planète hurlante). Il a été repris en 2018 par José Rodrigues dos Santos dans son roman, Signe de vie.
Cependant, le mot « écophagie » s'applique désormais plus généralement à n'importe quel événement pouvant profondément altérer la planète : déforestation, désertification, développement de la monoculture, extinctions d'espèces, guerres nucléaires…
Les scientifiques suggèrent ainsi que ces événements peuvent avoir pour conséquence la destruction d'un écosystème (ou écocide) car ils vont diminuer la capacité de la Terre à se réparer elle-même. D'autres suggèrent que des événements moins spectaculaires et plus habituels - tels que l'inexorable croissance de la population humaine, la transformation régulière du monde naturel par l'homme — mèneront également à l'appauvrissement des écosystèmes et formes de vie de la planète. Ces personnes estiment que la trajectoire empruntée par l'homme pourrait finalement conduire à une écophagie mondiale si rien n'est mis en place pour la modifier.